# Nazionale femminile di hockey su ghiaccio della Russia
La nazionale di hockey su ghiaccio femminile della Russia è controllata dalla Federazione di hockey su ghiaccio della Russia, la federazione russa di hockey su ghiaccio, ed è la selezione che rappresenta la Russia nelle competizioni internazionali femminile di questo sport.

## Palmarès

### Mondiali
- Bronzo a Stati Uniti 2001.
- Bronzo a Canada 2013.
- Bronzo a Canada 2016.

### Europei
- Argento a Russia 1996.

### Universiadi invernali
- Oro a Spagna 2015.